# برنارد مالامود
برنارد مالامود (بالإنجليزية: Bernard Malamud) (و. 1914 – 1986 م) هو كاتب، وروائي، وكاتب سيناريو، وأستاذ جامعي، من الولايات المتحدة، ولد في بروكلين، وكان عضوًا في الأكاديمية الأمريكية للفنون والآداب، والأكاديمية الأمريكية للفنون والعلوم، توفي في نيويورك، عن عمر يناهز 72 عاماً، بسبب نوبة قلبية.

## سيرة حياته
وُلد برنارد مالامود عام 1914 في بروكلين، نيويورك، لوالديه ماكس وبيرثا مالامود، المهاجرين اليهود من روسيا. شقيقه يوجين، وُلد في عام 1917، عاش حياة صعبة ومات وحيدًا عندما كان في الخمسينيات من عمره. دخل مالامود مرحلة المراهقة بالتزامن مع بداية الكساد الكبير. التحق برنارد بمدرسة إيراسموس هول الثانوية في بروكلين ودرس فيها من عام 1928 إلى عام 1932. شاهد العديد من الأفلام خلال شبابه. وكان مولعًا بشكل خاص بالكوميديا التي يقدمها تشارلي شابلن. عمل مالامود كمدرس تحت التدريب لمدة عام مقابل 4.50 دولارًا في اليوم (أي ما يعادل 84 دولارًا في عام 2019). حصل على شهادة البكالوريوس من كلية سيتي في نيويورك عام 1936. وفي عام 1942، كتب أطروحة عن توماس هاردي وحصل على درجة الماجستير من جامعة كولومبيا. أُعفي من الخدمة العسكرية في الحرب العالمية الثانية لأنه كان المعيل الوحيد لوالده الأرمل. عمل أولًا في مكتب الإحصاء في واشنطن العاصمة، ثم درّس اللغة الإنجليزية في نيويورك.
بدأ برنارد التدريس في جامعة ولاية أوريغون من عام 1949 ثم في جامعة (أو إس سي) واعتبرها تجربة أضافت بعض الخيال على روايته حياة جديدة التي كتبها في عام 1961. لم يُسمح له بتدريس الأدب بسبب عدم امتلاكه درجة الدكتوراه، وبقي لعدة سنوات يعمل مدرسًا عاديًا. وأثناء وجوده في (أو إس سي) كرّس ثلاثة أيام من كل أسبوع للكتابة، وظهر تدريجيًا كمؤلف أمريكي رئيسي. في عام 1961، غادر الجامعة ليبدأ في تدريس الكتابة الإبداعية في كلية بينينغتون، وهو المنصب الذي شغله حتى تقاعده. في عام 1967، أصبح عضوًا في الأكاديمية الأمريكية للفنون والعلوم.
التقى مالامود في عام 1942 بآن دي كيارا (1 نوفمبر 1917 - 20 مارس 2007)، كاثوليكية من أصل أمريكي-هايتي، وخريجة جامعة كورنيل عام 1939. تزوجا في 6 نوفمبر 1945، على الرغم من معارضة والديهما. كتبت آن مخطوطاته وراجعت كتاباته.  كان لدى آن وبرنارد طفلان، بول (مواليد 1947) وجانا (مواليد 1952). ألّفت جانا مالامود سميث مذكرات عن والدها بعنوان أبي هو كتاب.
توفي مالامود في مانهاتن عام 1986 عن عمر يناهز 71 عامًا. ودُفن في مقبرة ماونت أوبورن في كامبريدج (ماساتشوستس).
يُصوّر مالامود في كتاباته اليأس والصعوبات التي تواجه المهاجرين في أمريكا، وأملهم في تحقيق أحلامهم على الرغم من فقرهم.

## مهنة الكتابة
كتب مالامود ببطء ولم يكن غزير الإنتاج، ألّف 8 روايات و4 مجموعات من القصص القصيرة. تحتوي المجموعة الكاملة المنشورة بعد وفاته على 55 قصة قصيرة ويبلغ طولها 629 صفحة. عمل ماكسيم لايبر كوكيله الأدبي في عام 1942 و 1945.
أكمل روايته الأولى، النائم الخفيف، في عام 1948، لكنه أحرق المخطوطة لاحقًا. أصبحت روايته المنشورة الأولى الطبيعي (1952)، واحدة من أفضل أعماله وأكثرها رمزية. تدور القصة حول حياة روي هوبز، وهو لاعب البيسبول المجهول الذي حقق مكانة أسطورية بسبب موهبته الكبيرة. حُوّلت هذه الرواية إلى فيلم من بطولة روبرت ريدفورد في عام 1984.
تدور أحداث رواية مالامود الثانية، المساعد (1957)، في مدينة نيويورك وهي مقتبسة عن طفولته، تسرد الرواية قصة حياة موريس بوبير، وهو مهاجر يهودي يمتلك محل بقالة في بروكلين. نشر مالامود بعد هذه الرواية أول مجموعة له من القصص القصيرة البرميل السحري في عام 1958. وفاز بأول جائزتين للكتاب الوطني في حياته.

## التعليم
تعلم في جامعة كولومبيا، وكلية مدينة نيويورك، وثانوية صالة إيراسموس ‏.

## جوائز
حصل على جوائز منها:
- الجائزة الوطنية للكتاب عن فئة الخيال  [لغات أخرى]‏ (1967)
- جائزة بوليتزر عن فئة الأعمال الخيالية (1967)
- جائزة الكتاب الوطني  [لغات أخرى]‏.

## وصلات خارجية
- برنارد مالامود على موقع IMDb (الإنجليزية)
- برنارد مالامود على موقع الموسوعة البريطانية (الإنجليزية)
- برنارد مالامود على موقع ألو سيني (الفرنسية)
- برنارد مالامود على موقع ميوزك برينز (الإنجليزية)
- برنارد مالامود على موقع أول موفي (الإنجليزية)
- برنارد مالامود على موقع إن إن دي بي (الإنجليزية)
- برنارد مالامود على موقع ديسكوغز (الإنجليزية)
- برنارد مالامود على موقع قاعدة بيانات الفيلم (الإنجليزية)
- برنارد مالامود على موقع كينوبويسك (الروسية)